# Castelcivita
Castelcivita – miejscowość i gmina we Włoszech, w regionie Kampania, w prowincji Salerno.
Według danych na rok 2004 gminę zamieszkiwało 2138 osób, 37,5 os./km².